# Liste der Bodendenkmale im Landkreis Stendal

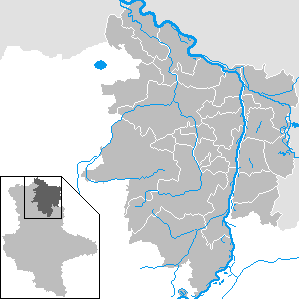
Karte des Landkreises Stendal

In der Liste der Bodendenkmale im Landkreis Stendal sind die Bodendenkmale im Landkreis Stendal aufgeführt. Grundlage der Einzellisten sind die in den jeweiligen Listen angegebenen Quellen.
Diese Liste ist eine Teilliste der Liste der Bodendenkmale in Sachsen-Anhalt.
Die Kulturdenkmale sind in der Liste der Kulturdenkmale im Landkreis Stendal erfasst.

## Aufteilung
Wegen der großen Anzahl von Bodendenkmalen im Landkreis Stendal ist diese Liste in Teillisten nach den Städten und Gemeinden aufgeteilt.
| Gemeinde/ Stadt     | Bodendenkmalliste                                       | Wappen | Lage | Bild eines Bodendenkmals      |
| ------------------- | ------------------------------------------------------- | ------ | ---- | ----------------------------- |
| Aland               | Liste der Bodendenkmale in Aland (Altmark)              |        |      |                               |
| Altmärkische Höhe   | Liste der Bodendenkmale in Altmärkische Höhe            |        |      | Kreuzstein in Dewitz          |
| Altmärkische Wische | Liste der Bodendenkmale in Altmärkische Wische          |        |      |                               |
| Arneburg            | Liste der Bodendenkmale in Arneburg                     |        |      |                               |
| Bismark             | Liste der Bodendenkmale in Bismark (Altmark)            |        |      | Großsteingrab                 |
| Eichstedt           | für diese Gemeinde sind keine Bodendenkmale ausgewiesen |        |      |                               |
| Goldbeck            | Liste der Bodendenkmale in Goldbeck                     |        |      |                               |
| Hassel              | Liste der Bodendenkmale in Hassel (Altmark)             |        |      |                               |
| Havelberg           | Liste der Bodendenkmale in Havelberg                    |        |      | Annen-Kapelle Havelberg       |
| Hohenberg-Krusemark | Liste der Bodendenkmale in Hohenberg-Krusemark          |        |      | Viertelmeilenstein            |
| Iden                | Liste der Bodendenkmale in Iden (Altmark)               |        |      |                               |
| Kamern              | Liste der Bodendenkmale in Kamern                       |        |      |                               |
| Klietz              | Liste der Bodendenkmale in Klietz                       |        |      |                               |
| Osterburg           | Liste der Bodendenkmale in Osterburg (Altmark)          |        |      |                               |
| Rochau              | Liste der Bodendenkmale in Rochau                       |        |      | Gotisches Kreuz in Schwechtau |
| Sandau              | Liste der Bodendenkmale in Sandau (Elbe)                |        |      |                               |
| Schollene           | Liste der Bodendenkmale in Schollene                    |        |      |                               |
| Schönhausen         | Liste der Bodendenkmale in Schönhausen (Elbe)           |        |      | Kirche Schönhausen            |
| Seehausen           | Liste der Bodendenkmale in Seehausen (Altmark)          |        |      |                               |
| Stendal             | Liste der Bodendenkmale in Stendal                      |        |      | Steinkreuz in Möringen        |
| Tangerhütte         | Liste der Bodendenkmale in Tangerhütte                  |        |      | Rundsockelstein bei Bellingen |
| Tangermünde         | Liste der Bodendenkmale in Tangermünde                  |        |      | Roland in Buch                |
| Werben              | Liste der Bodendenkmale in Werben (Elbe)                |        |      | Steinkreuz in Berge           |
| Wust-Fischbeck      | Liste der Bodendenkmale in Wust-Fischbeck               |        |      | Burgwall                      |
| Zehrental           | Liste der Bodendenkmale in Zehrental                    |        |      |                               |